# یواس‌اس مانرس (آی‌دی-۲۱۹۷)
یواس‌اس مانرس (آی‌دی-۲۱۹۷) (به انگلیسی: USS Munaires (ID-2197)) یک کشتی بود که طول آن ۳۸۵ فوت (۱۱۷ متر) بود. این کشتی در سال ۱۹۱۸ ساخته شد.